# 四大都督
四大都督是明朝小说《三国演义》中的对四个人的合称，指的是该作品中先后担任东吴大都督的人物。而历史上这四人几乎没有担任过大都督一职，也不存在《演义》所述的严格的继承关系。

## 成員
- 漢偏將軍領南郡太守 周瑜（175年 - 210年）
- 漢橫江將軍贊軍校尉領漢昌太守 魯肅（172年 - 217年）
- 漢虎威將軍領南郡太守封孱陵侯 呂蒙（178年 - 220年）
- 吳丞相右都護使持節領荊州牧封江陵侯 陸遜（183年 - 245年）

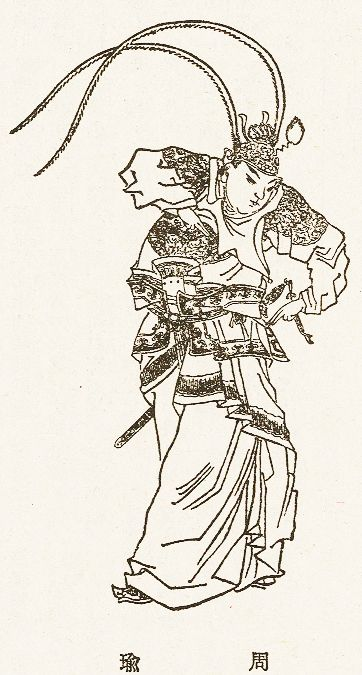
周瑜
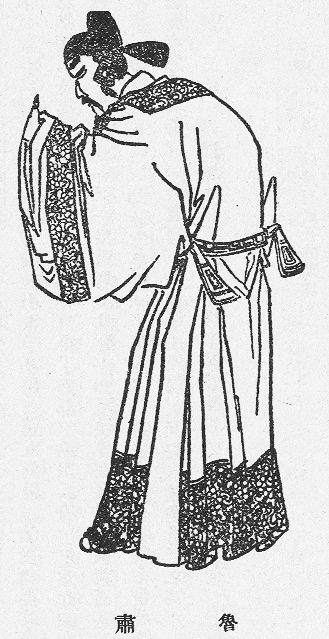
魯肅
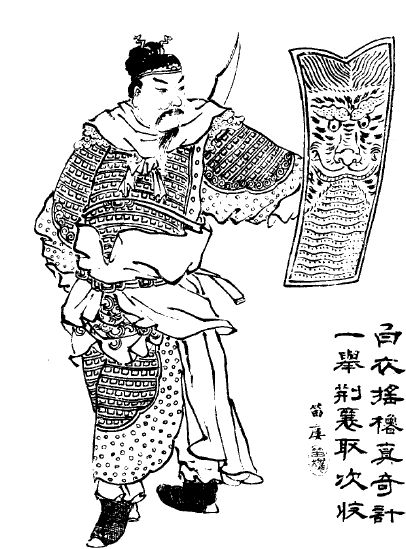
呂蒙
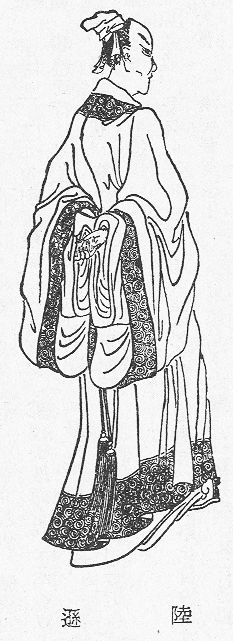
陸遜

## 解說
周瑜（175年－210年），字公瑾，人稱「周郎」，揚州廬江舒縣（今安徽省舒城縣）人，東漢末年名將，著名的軍事家和政治家。他指揮的赤壁之戰，是中國史上著名以少勝多的戰役，直接決定三國時代魏蜀吳三國鼎立。戰後兩年，他即病逝，年僅三十六歲。
魯肅（172年－217年），字子敬，徐州臨淮郡東城縣（今安徽省定遠縣）人，東漢末年東吳著名的戰略家、政治家、 外交家，為東吳策劃天下大勢，在周瑜去世後接掌前線軍事，力主與劉備勢力聯合對抗曹操，逝世時年僅四十五歲。
呂蒙（178年－220年），字子明，豫州汝南郡富陂（今安徽阜南東南）人，東漢末年名將。由於為虎威將軍，故亦稱呂虎威。呂蒙出身貧苦，少年時未曾受教育，其姊夫鄧當是孫策部下。呂蒙後來受到孫策的賞識，從而踏上軍人路途。呂蒙一方面屢立戰功，另一方面在壯年時受到主公孫權啟發，努力修習經典，遍讀群書，逐漸蛻變成一位具戰略眼光、智勇雙全的將領。後來呂蒙更繼任魯肅成為南郡太守，為孫吳勢力擔任前線軍督。其最重大的功績是以「白衣渡江」的計策偷襲荊州，擊敗關羽。呂蒙卻在不久後病逝，年僅四十一歲。
陸遜（183年－245年3月19日），本名陸議，字伯言，揚州吳郡吳縣（今江蘇省蘇州市）人，是三國時代吳國著名的軍事家、政治家，負責統領吳國軍事和政治多年，並同時掌管民事，輔佐太子等。歷任吳國大都督、上大將軍、丞相。逝世時六十二歲。

## 出处
四人并提的说法第一次出现于陆机的《辩亡论》，称四人既是君王心腹又是国家栋梁。陈寿的《三国志》根据时间段的不同和对国家的不同作用，将周瑜、鲁肃、吕蒙合为一卷（《吳志九》），陆逊单独一卷（《吳志十三》，附錄次子陸抗）。在《三国演义》中，周瑜、鲁肃、吕蒙、陆逊先后被拜为吴国大都督，因此也产生了将四人称呼为四大都督的说法。
洪迈延伸涵义，认为他们彼此之间曾经互相推荐，更受到了孙权的推心置腹，得以在吴的政权上发挥主要作用，所以实际上四人是递相传授的关系。

## 争议
历史上仅有鲁肃是由周瑜推荐成为继承人的。吕蒙和陆逊皆由孙权本人親自提拔。另外吕蒙去世前后的同时期陆逊已经升任镇西将军，而吕蒙尚为杂号将军，严格来说并不能算是后继关系。
合称四人为“都督”或“大都督”的说法本身就有误，正史中该四人中也仅有陆逊确实获封大都督一职。而且大都督仅为临时性职务，如陆逊在夷陵之战和石亭之战两次被任命为大都督。另外东吴有无数位都督，比如孙皎就曾与吕蒙分任左右部大都督，后来还有全琮，施绩担任过大都督，周瑜等反而并没当过大都督。
《三国演义》中，鲁肃也并未明提被授予都督一职，只说在周瑜死后鲁肃继承了他的地位。

### 江表之虎臣
程普、黃蓋、韓當、蔣欽、周泰、陳武、董襲、甘寧、凌統、徐盛、潘璋、丁奉。
出處:陳壽撰寫三國志時，將以上十二人合為一傳，並稱之為“江表之虎臣”。